# Rinascita Volley '78 Lagonegro 2019-2020
Questa voce raccoglie le informazioni riguardanti la Rinascita Volley '78 Lagonegro nelle competizioni ufficiali della stagione 2019-2020.

## Stagione
La stagione 2019-20 è per la Rinascita Volley '78 Lagonegro, col nome sponsorizzato di Geosat Geovertical Lagonegro, la quarta consecutiva in Serie A2: nonostante la retrocessione maturata nell'annata precedente, la squadra campana viene ripescata nella divisione cadetta. Viene confermato l'allenatore, Paolo Falabella, anche se sostituito a stagione in corso dal suo secondo, Giuseppe Iannarella, mentre la rosa viene completamente rinnovata: arrivano giocatori come Igor' Tjurin, Gabriele Robbiati, Francesco Zoppellari, Tiziano Mazzone e Vincenzo Spadavecchia e partono giocatori come Simone Sardanelli, Francesco Del Vecchio, Venelin Kadănkov, Hidde Boswinkel e Matteo Pedron.
Il campionato si apre con la sconfitta in casa dell'Olimpia Bergamo, a cui segue il primo successo ai danni della New Mater: nell successive quattro giornate, il club di Lagonegro perde in tre gare, per poi vincere tre partite di fila; le due sconfitte maturate nelle ultime due giornate del girone di andata, portano la squadra all'ottavo posto in classifica, non utile per qualificarsi alla Coppa Italia di Serie A2/A3. Il girone di ritorno è caratterizzato da un'alternanza di risultati: dopo la vittoria ottenuta alla ventesima giornata, in casa della Materdomini, il campionato viene prima sospeso e poi definitivamente interrotto a causa del diffondersi in Italia della pandemia di COVID-19. Al momento dell'interruzione la squadra stazionava al nono posto in classifica.

## Organigramma societario
Area direttiva
- Presidente: Nicola Carlomagno
- Vicepresidente: Salvatore Cosentino

Area organizzativa
- Direttore sportivo: Nicola Tortorella
- Team manager: Nicola Tortorella

- Allenatore: Paolo Falabella (fino al 18 febbraio 2020), Giuseppe Iannarella (dal 19 febbraio 2020)
- Allenatore in seconda: Giuseppe Iannarella (fino al 18 febbraio 2020), Roberto Di Maio (dal 19 febbraio 2020)
- Responsabile settore giovanile: Giuseppe Falabella

Area comunicazione
- Ufficio stampa: Paola Vaiano
- Relazioni esterne: Nicola Tortorella

Area marketing
- Responsabile ufficio marketing: Massimiliano Padula

Area sanitaria
- Medico: Antonello Lauria, Giuseppe Santamaria
- Fisioterapista: Nicola Alagia, Alessandro Labanca
- Preparatore atletico: Nicola Franchino, Vincenzo Ghizzoni
- Osteopata: Alessandro Labanca
- Odontoiatra: Roberto Caianiello
- Psicologo: Mariantonietta Grisolia
- Nutrizionista: Giuseppe Ferrari

## Rosa
| N° | Nome                  | Ruolo | Data di nascita  | Nazionalità sportiva |
| -- | --------------------- | ----- | ---------------- | -------------------- |
| 1  | Tiziano Mazzone       | S     | 22 luglio 1995   | Italia               |
| 2  | Gabriele Condorelli   | L     | 21 giugno 2001   | Italia               |
| 3  | Vincenzo Spadavecchia | C     | 1º agosto 1993   | Italia               |
| 4  | Dario Ribezzo         | S     | 30 marzo 2002    | Italia               |
| 5  | Thomas Ramberti       | P     | 3 giugno 1993    | Italia               |
| 6  | Francesco Corrado     | S     | 10 maggio 1997   | Italia               |
| 7  | Marco Santucci        | L     | 30 novembre 1983 | Italia               |
| 8  | Graziano Maccarone    | C     | 26 agosto 1996   | Italia               |
| 9  | Leonardo Fantauzzo    | S     | 11 luglio 1997   | Italia               |
| 10 | Marco Vecellio        | O     | 7 aprile 1995    | Italia               |
| 11 | Igor' Tjurin          | O     | 13 giugno 1997   | Russia               |
| 12 | Pietro Ladaga         | C     | 4 dicembre 2002  | Italia               |
| 17 | Francesco Zoppellari  | P     | 27 maggio 1997   | Italia               |
| 18 | Gabriele Robbiati     | C     | 16 dicembre 1983 | Italia               |

## Mercato
| Acquisti | Acquisti              | Acquisti         | Acquisti   |
| R.       | Nome                  | da               | Modalità   |
| -------- | --------------------- | ---------------- | ---------- |
| L        | Gabriele Condorelli   | Macerata         | definitivo |
| S        | Francesco Corrado     | Volley Catania   | definitivo |
| S        | Leonardo Fantauzzo    | Folgore Massa    | definitivo |
| C        | Graziano Maccarone    | Massa            | definitivo |
| S        | Tiziano Mazzone       | Cuneo            | definitivo |
| P        | Thomas Ramberti       | San Giustino     | definitivo |
| C        | Gabriele Robbiati     | Libertas Brianza | definitivo |
| L        | Marco Santucci        | Marconi          | definitivo |
| C        | Vincenzo Spadavecchia | Emma Villas      | definitivo |
| O        | Igor' Tjurin          | Macerata         | definitivo |
| O        | Marco Vecellio        | Queens           | definitivo |
| P        | Francesco Zoppellari  | Marconi          | definitivo |

| Cessioni | Cessioni              | Cessioni          | Cessioni   |
| R.       | Nome                  | a                 | Modalità   |
| -------- | --------------------- | ----------------- | ---------- |
| S        | Jhonlenn Barreto      | Melilla           | definitivo |
| O        | Hidde Boswinkel       | Alessano          | definitivo |
| C        | Lorenzo Calonico      | Macerata          | definitivo |
| S        | Francesco Del Vecchio | New Mater         | definitivo |
| S        | Andrea Di Coste       | ?                 | definitivo |
| L        | Nicola Fortunato      | Sabaudia          | definitivo |
| S        | Jordan Gălăbinov      | Prata             | definitivo |
| O        | Venelin Kadănkov      | Mondovì           | definitivo |
| P        | Filippo Maccabruni    | Cisano            | definitivo |
| S        | Domenico Maiorana     | Olimpia Galatina  | definitivo |
| C        | Alberto Marra         | Lupi Santa Croce  | definitivo |
| P        | Matteo Pedron         | Impavida Ortona   | definitivo |
| L        | Simone Sardanelli     | Callipo           | definitivo |
| S        | Vincenzo Sarpong      | Valdimagra        | definitivo |
| C        | Ernesto Turano        | Corigliano Volley | definitivo |

## Risultati

### Serie A2

#### Girone di andata
| 1ª giornata - 20 ottobre 2019 Palazzetto dello sport, Bergamo      | Olimpia Bergamo     | 3 - 1 | Rinascita Lagonegro | 20-25, 25-21, 25-22, 28-26        |
| 2ª giornata - 27 ottobre 2019 PalaAlberti, Lauria                  | Rinascita Lagonegro | 3 - 2 | New Mater           | 33-31, 22-25, 17-25, 30-28, 15-8  |
| 3ª giornata - 3 novembre 2019 PalaParenti, Santa Croce sull'Arno   | Peimar              | 3 - 2 | Rinascita Lagonegro | 25-17, 19-25, 25-23, 21-25, 15-9  |
| 4ª giornata - 10 novembre 2019 PalaAlberti, Lauria                 | Rinascita Lagonegro | 0 - 3 | Atlantide Brescia   | 18-25, 21-25, 17-25               |
| 5ª giornata - 17 novembre 2019 PalaBigi, Reggio Emilia             | Tricolore           | 2 - 3 | Rinascita Lagonegro | 25-23, 22-25, 25-20, 18-25, 20-22 |
| 6ª giornata - 24 novembre 2019 PalaParenti, Santa Croce sull'Arno  | Lupi Santa Croce    | 3 - 0 | Rinascita Lagonegro | 25-17, 29-27, 25-16               |
| 7ª giornata - 1º dicembre 2019 PalaAlberti, Lauria                 | Rinascita Lagonegro | 3 - 0 | Mondovì             | 25-20, 25-22, 25-20               |
| 8ª giornata - 8 dicembre 2019 PalaParini, Cantù                    | Libertas Brianza    | 2 - 3 | Rinascita Lagonegro | 22-25, 25-20, 23-25, 25-18, 13-15 |
| 9ª giornata - 29 dicembre 2019 PalaCorigliano, Corigliano-Rossano  | Rinascita Lagonegro | 3 - 0 | Materdomini         | 25-22, 25-21, 25-17               |
| 10ª giornata - 22 dicembre 2019 PalaCorigliano, Corigliano-Rossano | Rinascita Lagonegro | 1 - 3 | Emma Villas         | 25-15, 19-25, 15-25, 14-25        |
| 11ª giornata - 26 dicembre 2019 Palasport Comunale, Ortona         | Impavida Ortona     | 3 - 0 | Rinascita Lagonegro | 25-20, 25-19, 25-23               |

#### Girone di ritorno
| 12ª giornata - 5 gennaio 2020 PalaCorigliano, Corigliano-Rossano  | Rinascita Lagonegro | 2 - 3 | Olimpia Bergamo     | 14-25, 25-20, 19-25, 25-23, 14-16 |
| 13ª giornata - 11 gennaio 2020 PalaGrotte, Castellana Grotte      | New Mater           | 3 - 0 | Rinascita Lagonegro | 26-24, 25-16, 25-19               |
| 14ª giornata - 19 gennaio 2020 PalaCorigliano, Corigliano-Rossano | Rinascita Lagonegro | 3 - 1 | Peimar              | 25-23, 25-20, 26-28, 25-23        |
| 15ª giornata - 26 gennaio 2020 PalaSanFilippo, Brescia            | Atlantide Brescia   | 3 - 0 | Rinascita Lagonegro | 25-23, 25-19, 25-23               |
| 16ª giornata - 2 febbraio 2020 PalaCorigliano, Corigliano-Rossano | Rinascita Lagonegro | 3 - 0 | Tricolore           | 25-17, 28-26, 25-17               |
| 17ª giornata - 8 febbraio 2020 PalaCorigliano, Corigliano-Rossano | Rinascita Lagonegro | 0 - 3 | Lupi Santa Croce    | 16-25, 20-25, 18-25               |
| 18ª giornata - 16 febbraio 2020 PalaManera, Mondovì               | Mondovì             | 3 - 0 | Rinascita Lagonegro | 25-22, 25-22, 25-21               |
| 19ª giornata - 1º marzo 2020 PalaSimone, Lagonegro                | Rinascita Lagonegro | -     | Libertas Brianza    | annullata                         |
| 20ª giornata - 8 marzo 2020 PalaGrotte, Castellana Grotte         | Materdomini         | 1 - 3 | Rinascita Lagonegro | 19-25, 25-23, 19-25, 17-25        |
| 21ª giornata - 14 marzo 2020 PalaMensSana, Siena                  | Emma Villas         | -     | Rinascita Lagonegro | annullata                         |
| 22ª giornata - 22 marzo 2020 PalaSimone, Lagonegro                | Rinascita Lagonegro | -     | Impavida Ortona     | annullata                         |

## Statistiche

### Statistiche di squadra
| Competizione | Punti | In casa | In casa | In casa | In trasferta | In trasferta | In trasferta | Totale | Totale | Totale |
| Competizione | Punti | G       | V       | P       | G            | V            | P            | G      | V      | P      |
| ------------ | ----- | ------- | ------- | ------- | ------------ | ------------ | ------------ | ------ | ------ | ------ |
| Serie A2     | 23    | 9       | 5       | 4       | 10           | 3            | 7            | 19     | 8      | 11     |
| Totale       | -     | 9       | 5       | 4       | 10           | 3            | 7            | 19     | 8      | 11     |

G = partite giocate; V = partite vinte; P = partite perse

### Statistiche dei giocatori
| Giocatore       | Serie A2 | Serie A2 | Serie A2 | Serie A2 | Serie A2 | Totale | Totale | Totale | Totale | Totale |
| Giocatore       | P        | PT       | AV       | MV       | BV       | P      | PT     | AV     | MV     | BV     |
| --------------- | -------- | -------- | -------- | -------- | -------- | ------ | ------ | ------ | ------ | ------ |
| G. Condorelli   | 6        | 0        | 0        | 0        | 0        | 6      | 0      | 0      | 0      | 0      |
| F. Corrado      | 15       | 102      | 87       | 14       | 1        | 15     | 102    | 87     | 14     | 1      |
| L. Fantauzzo    | 15       | 54       | 45       | 8        | 1        | 15     | 54     | 45     | 8      | 1      |
| P. Ladaga       | 0        | 0        | 0        | 0        | 0        | 0      | 0      | 0      | 0      | 0      |
| G. Maccarone    | 15       | 22       | 14       | 7        | 1        | 15     | 22     | 14     | 7      | 1      |
| T. Mazzone      | 19       | 232      | 197      | 14       | 21       | 19     | 232    | 197    | 14     | 21     |
| T. Ramberti     | 11       | 2        | 0        | 0        | 2        | 11     | 2      | 0      | 0      | 2      |
| D. Ribezzo      | 0        | 0        | 0        | 0        | 0        | 0      | 0      | 0      | 0      | 0      |
| G. Robbiati     | 19       | 118      | 82       | 31       | 5        | 19     | 118    | 82     | 31     | 5      |
| M. Santucci     | 19       | 0        | 0        | 0        | 0        | 19     | 0      | 0      | 0      | 0      |
| V. Spadavecchia | 18       | 128      | 85       | 38       | 5        | 18     | 128    | 85     | 38     | 5      |
| I. Tjurin       | 19       | 409      | 350      | 28       | 31       | 19     | 409    | 350    | 28     | 31     |
| M. Vecellio     | 4        | 0        | 0        | 0        | 0        | 4      | 0      | 0      | 0      | 0      |
| F. Zoppellari   | 19       | 52       | 12       | 21       | 9        | 19     | 52     | 12     | 21     | 9      |

P = presenze; PT = punti totali; AV = attacchi vincenti; MV = muri vincenti; BV = battute vincenti